# Штокхаузен, Карлхайнц
Карлхайнц Штокхаузен (нем. Karlheinz Stockhausen; 22 августа 1928, Мёдрат, нынешний район Керпена — 5 декабря 2007, Кюртен, близ Кёльна) — немецкий композитор, дирижёр, музыкальный теоретик.  Один из крупнейших новаторов музыки второй половины XX века и лидеров музыкального авангарда.

## Биография
Родился в Мёдрате близ Кёльна 22 августа 1928 году в семье учителя.
С 1947 года обучался в Кёльнской высшей школе музыки, которую окончил с отличием в 1951 году. Также учился в университете, изучая музыковедение, германистику и философию.
В 1952—1953 — учился в Париже у Мессиана и работал в Студии «конкретной музыки» (фр. musique concrète) GRMC Пьера Шеффера.
В 1953 году начал работать в Кёльнской Студии электронной музыки (Kölner Funkhaus Studie für Elektronische Musik) при WDR (Западно-Германское Радио).
В 1953—1956 годах изучал фонетику и теорию коммуникации в Боннском университете.
В 1954—1959 годах — соредактор журнала «Die Reihe».
В 1963 году основал Кёльнские курсы Новой музыки, после чего до 1968 года занимал должность художественного руководителя «Кёльнских курсов Новой музыки». В 1963—1973 — художественный руководитель Кёльнской студии электронной музыки при WDR.
В 1969 году создал собственное издательство Stockhausen Verlag, в котором издаются все партитуры произведений композитора начиная с 1969 года а также более ранние сочинения (изданные в Universal Edition), а также книги, компакт-диски, буклеты, проспекты, программы и др.
В 1970—1977 годах занимал должность профессора композиции в Высшей школе музыки в Кёльне.
В 1951—1996 годах — активный участник Международных Дармштадтских летних курсов новой музыки.
Приезжал в 1990 году со своими музыкантами и своей акустической аппаратурой в СССР с циклом концертов из своих произведений.
Скончался 5 декабря 2007 года в Кюртене.
Именем Карлхайнца Штокхаузена названа площадь в Кюртене (Karlheinz Stockhausens Platz).
С 1998 года каждым летом в Кюртене проходят Международные курсы композиции и интерпретации музыки К. Штокхаузена. 

## Композитор
Карлхайнц Штокхаузен — автор более 360 музыкальных произведений.
Выступал как дирижёр, пианист и звукорежиссёр с исполнением собственных произведений.
Выпустил ряд трудов по проблемам музыкальной композиции, теории музыкального времени, психологии восприятия и др. (собранных в десяти томах «Текстов о музыке»).

## Личная жизнь
Карлхайнц Штокхаузен был дважды женат (первая жена Дорис умерла в 2023 году) и имел шестерых детей, четверо из которых стали профессиональными музыкантами, в том числе трубач Маркус Штокхаузен (р. 1957) и композитор Симон Штокхаузен (р. 1967).

## Основные сочинения
- Перекрёстная игра (Kreuzspiel), для гобоя, бас-кларнета, фортепиано, и трех ударников (1951)
- Пункты (Punkte), для оркестра (1952)
- Фортепианные пьесы I—IV (Klavierstücke I—IV, 1952—1953)
- Контра-пункты (Kontra-Punkte), для флейты, кларнета, бас-кларнета, фагота, трубы, тромбона, фортепиано, арфы, скрипки, виолончели (1953)
- Электронные этюды I, II (Elektronische Studien I, II), электронная музыка (1953—1954)
- Фортепианные пьесы V—X (Klavierstücke V—X, 1954—1955)
- Пение отроков (Gesang der Jünglinge), электронная музыка (1955—1956)
- Группы (Gruppen), для трех оркестров (1955—1957)
- Меры времени (Zeitmasse), для пяти деревянных духовых (1956)
- Контакты (Kontakte). Редакция 1 для электроники (1960); редакция 2 для электроники, фортепиано и ударных инструментов (1960)
- Цикл (Zyklus), для одного ударника (1959)
- Каре (Carré), для четырёх оркестров и четырёх хоров (1959—1960)
- Моменты (Momente), для сопрано, четырёх хоровых групп, четырёх труб, четырёх тромбонов, двух электроорганов и трёх ударников (1962—1964)
- Микрофония I (Mikrophonie I), для тамтама, двух микрофонов, двух фильтров и двух регуляторов (1964)
- Микстура (Mixtur, букв. Смесь), для пяти оркестровых групп, синусгенераторов и четырёх рингмодуляторов (1964)
- Микрофония II (Mikrophonie II), для двенадцати вокалистов, Хаммонд-органа и четырёх рингмодуляторов (1965)
- Телемузыка (Telemusik), электронная музыка (1966)
- Adieu, для духового квинтета (1966)
- Гимны (Hymnen), электронная музыка (1966—1967)
- Процессия (Prozession), для тамтама, смычкового альта, электрониума (синтезатора), фортепиано, микрофонов, фильтров, потенциометров (1967)
- Настроение (Stimmung), для двух сопрано, меццо-сопрано, тенора, баритона, баса и шести микрофонов (1968)
- Из семи дней (Aus den sieben Tagen), пятнадцать текстов интуитивной музыки (1968)
- Спираль, для солистов и коротковолнового приёмника (1969)
- Для грядущих времён (Für kommende Zeiten), семнадцать текстов интуитивной музыки (1968—1970)
- Мантра (Mantra), для двух фортепиано, вудблоков, кротал и двух  рингмодуляторов (1969—1970)
- Транс (Trans), для оркестра и магнитофонной плёнки (1971)
- Инори (Поклонение) (Inori), для одного/двух мимов-солистов и оркестра (1973—1974)
- Знаки Зодиака (Tierkreis), двенадцать мелодий для мелодического и (или) гармонического инструмента (1975)
- Сириус, для сопрано, баса, трубы, бас-кларнета и электронной музыки (1975—1977)
- Свет. Семь дней недели (Licht. Die sieben Tage der Woche), цикл из семи опер (гепталогия) (1977—2003)
  - Четверг (Donnerstag aus «Licht», 1978—1981)
  - Суббота (Samstag aus «Licht», 1981—1983)
  - Понедельник (Montag aus «Licht», 1984—1988)
  - Вторник (Dienstag aus «Licht», 1977, 1987—1991)
  - Пятница (Freitag aus «Licht», 1991—1994)
  - Среда (Mittwoch aus «Licht», 1993—1998)
  - Воскресенье (Sonntag aus «Licht», 1998—2003)
- Звук. 24 часа дня (Klang) (2004—2007)
  - Час № 2. Радость (Freude), для двух арф (2005)
  - Час № 3. Естественные длительности (Natürliche Dauern), для фортепиано (2005—2006)
  - Час № 4. Небесные врата (Himmels Tür), для ударника и маленькой девочки (2005)
  - Час № 13. Космические импульсы (Cosmic pulses), электронная музыка (2006—2007)

### На русском языке
- Штокхаузен К. Дышать воздухом иных планет. Наш собеседник — Карлхайнц Штокхаузен. // Советская музыка. — 1990. — № 10
- Штокхаузен К. Подобно свободной естественной науке. Интервью. // Советская музыка. — 1990. — № 10. с. 65-68
- Ханс Ульрих Обрист «Краткая история новой музыки». Интервью. // Ад Маргинем Пресс. — 2015, 2016. — с. 11-38